# Hill (Pays-Bas)
Pour les articles homonymes, voir Hill.
Hill est un hameau néerlandais, situé dans la commune d'Altena dans la province du Brabant-Septentrional. Hill dépend aujourd'hui du village de Babyloniënbroek, avec lequel il forme un village-rue.
Jusqu'en 1908, son nom était mentionné dans le nom de commune Meeuwen, Hill en Babyloniënbroek.